# Su le mani, cadavere! Sei in arresto
Su le mani, cadavere! Sei in arresto è un film del 1971, diretto da León Klimovsky.

## Trama
La cittadina di Springfield è tiranneggiata da un ufficiale nordista. Sando Kid viene chiamato dalla figlia di un proprietario della zona, Eleonor, per sconfiggere il criminale.